# Lielahdensaari
Lielaxön (finnois : Lielahdensaari) est une île de l'archipel de Turku à Pargas en Finlande.

## Géographie
Lielahdensaari est l'une des principales îles de Parainen. Elle est située dans la partie orientale de la commune près de Paimionselkä. 

## Kirjalansaari-Lielahdensaari
L'île s'est pratiquement agrandie à travers l'île voisine de Kirjalansaari, tandis que le détroit entre les îles n'est plus qu'un petit fossé. La superficie combinée des îles est de 49 kilomètres carrés,.